# Ирвайн, Эдди
Эдмунд (Э́дди) Ирва́йн-младший (англ. Edmund "Eddie" Irvine Jr., род. 10 ноября 1965, Ньютаунардс) — североирландский автогонщик, выступавший в «Формуле-1». Вице-чемпион мира 1999 года.

## Биография
С детства был поклонником автогонок и, в частности, чемпиона 1976 года Джеймса Ханта, с которым был знаком лично. Ирвайн начал гоночную карьеру в возрасте 18 лет в местных кузовных гонках. В 1988 году участвовал в «Формуле-3», а с 1989 года — в составе команды Jordan в международном чемпионате «Формула-3000», в котором занял третье место.

### Jordan
В конце 1993 года Ирвайн дебютировал в чемпионате мира «Формула-1» на Гран-при Японии в составе Jordan. В первой же гонке занял шестое место и набрал очки, хотя его дебют ознаменовался скандалом. Во время гонки Ирвайн боролся с медленно шедшим Деймоном Хиллом, когда его на круг обошёл лидировавший Айртон Сенна, лишив Ирвайна возможности для улучшения позиции. Ирвайн контратаковал и обогнал лидера, после чего начал вновь бороться с Хиллом. Сенна решил, что Ирвайн помешал ему намеренно и после гонки устроил Ирвайну громкий скандал, закончившийся рукоприкладством со стороны Сенны. Ещё один инцидент произошёл с Ирвайном на Гран-при Бразилии 1994 года. Он стал виновником аварии с участием ещё трёх машин, за что был дисквалифицирован на одну гонку. Команда подала протест, но FIA не только не удовлетворила его, но за попытку оспорить решение увеличила дисквалификацию до трёх гонок.
Следующие два года Ирвайн выступал за Jordan, постепенно улучшая свои результаты. Его первоначальный рисковый стиль пилотажа, приводивший к авариям, постепенно сменился уверенным и стабильным. В период с 1993 по 1999 каждый чемпионат Ирвайн заканчивал каждый раз на несколько позиций выше, чем предыдущий. В 1995 году впервые поднялся на подиум на Гран-при Канады 1995 года.

### Ferrari

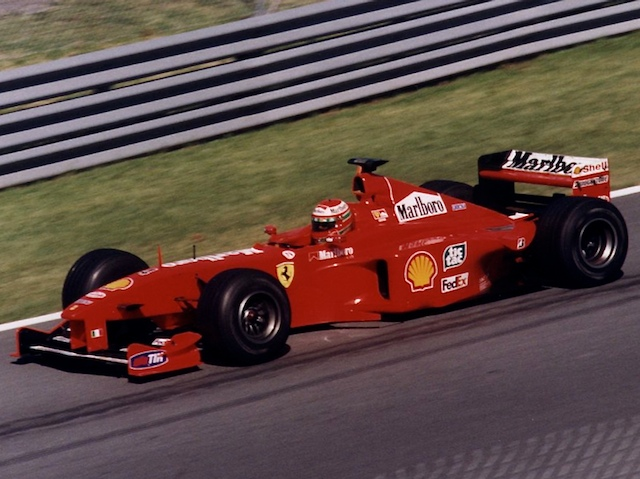
Эдди Ирвайн на Гран-при Канады 1999 года. Будучи выбит с трассы в столкновении с Дэвидом Култхардом, Ирвайн вернулся на трассу и за пять кругов вновь прорвался из хвоста пелотона на третье место, установив свой единственный в карьере быстрейший круг

В 1996 году Ирвайна пригласили в команду Ferrari, полностью обновившую свой состав, в напарники к Михаэлю Шумахеру. Контракт ирландца был составлен таким образом, что давал явные преимущества Шумахеру в команде, ставя Ирвайна на позицию «второго» пилота. В частности, от него требовалось пропускать напарника вперёд в случае необходимости, сдерживать непосредственных соперников по чемпионату, если Шумахер лидирует.
На Гран-при Австралии 1996 года случился скандал из-за того, что на подиуме для Ирвайна, занявшего третье место, был вывешен флаг Ирландии, а в телевизионных титрах был показан британский.
В 1999 году Ирвайн выиграл дебютную гонку и шёл в чемпионате наравне со своим напарником, лишь немного уступая Мике Хаккинену, когда на Гран-при Великобритании 1999 года Шумахер получил тяжёлую травму ног. Новым партнёром Ирвайна стал Мика Сало, а Ирвайн стал единственной возможностью Ferrari завоевать чемпионский титул. Выиграв две следующие гонки — Гран-при Австрии и Германии — Ирвайн вышел в лидеры чемпионата мира. Однако его отношения с руководством команды испортились, особенно после того, как Ирвайн подписал контракт на следующие три года с командой Jaguar на сумму $10 млн, что превышало его прежнюю зарплату вдвое. Это сказалось на результатах в гонках и привело к потере очков во второй половине сезона. На Гран-при Европы в Нюрбургринге в Ferrari произошёл скандальный случай: на пит-стопе Ирвайну забыли принести запасной комплект резины, из-за чего гонщик потерял много мест.
Возвращение Шумахера помогло улучшить положение: на Гран-при Малайзии пилоты Ferrari пришли первым и вторым, причём Шумахер позволил Ирвайну без борьбы выйти вперёд. Но победа была аннулирована из-за несоответствия закрылков болидов техническому регламенту. Чемпионом в случае дисквалификации досрочно становился Мика Хаккинен. Ferrari подали апелляцию, заявив, что измерение было ошибочным. Апелляция была удовлетворена, Ирвайн восстановлен в правах победителя Гран-при Малайзии, однако в финальной гонке сезона он всё же уступил Хаккинену чемпионский титул и занял второе место, а Ferrari заняла первое место в зачёте кубка конструкторов.

### Jaguar

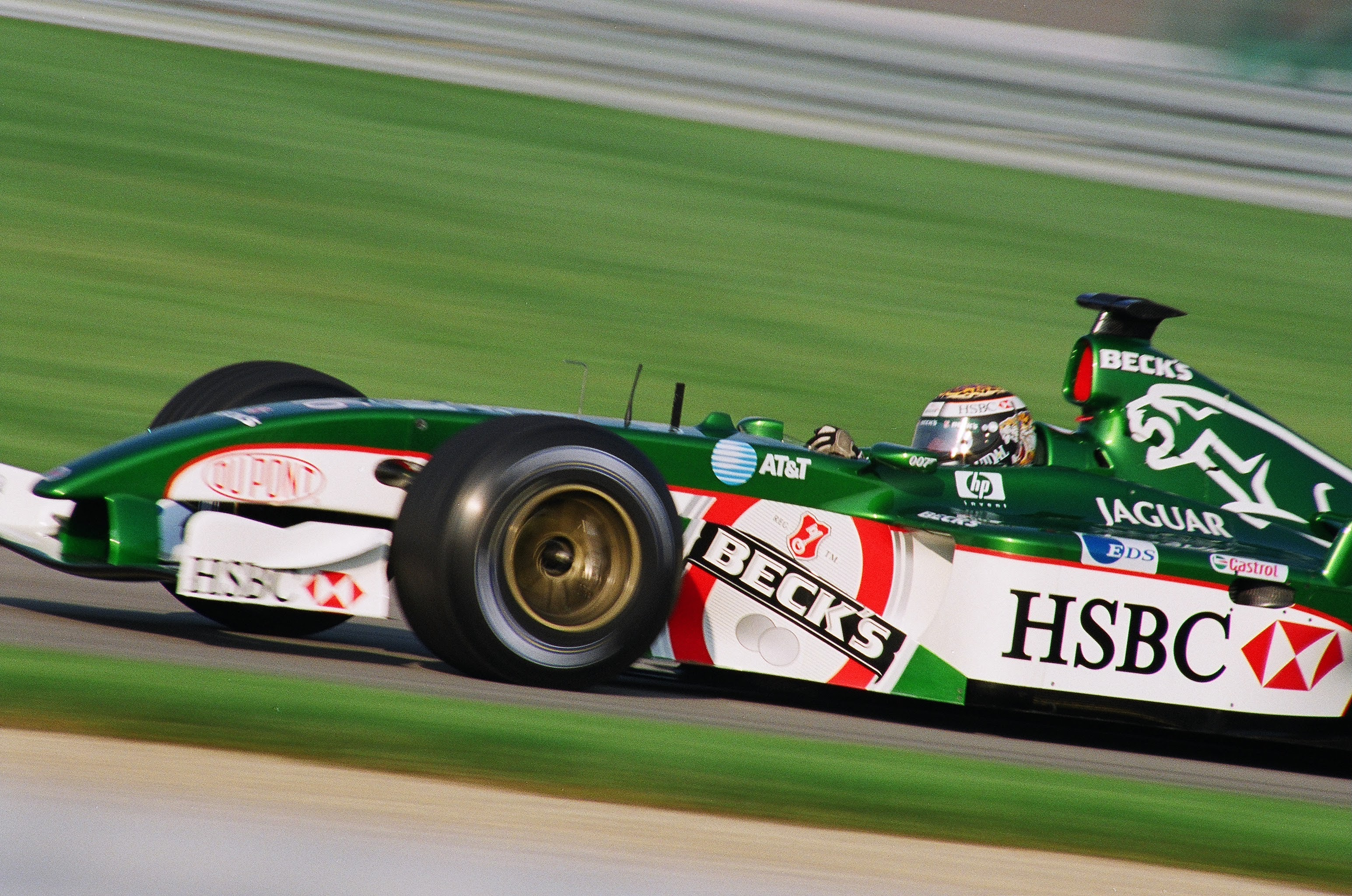
Эдди Ирвайн

Со следующего года у Ирвайна начался трёхлетний контракт с командой Jaguar. Машины с моторами Ford были малоконкурентоспособны, и не позволяли выигрывать гонки. Ирвайн дважды приходил третьим, и это стало лучшим результатом за всю историю команды, в то время как его напарники (Джонни Херберт, Лучано Бурти, Педро де ла Роса) редко попадали даже в очковую шестёрку. На Гран-при Бельгии 2001 года Ирвайн столкнулся со своим бывшим напарником Лучано Бурти, в результате чего тот получил серьёзные травмы и потерял сознание. Ирвайн руководил его спасением и собственноручно разбирал завалы, благодаря чему жизнь Бурти была спасена.
По окончании контракта в конце 2002 года Jaguar расстались со своим лидером. Ирвайн вёл переговоры с командой Jordan и даже предлагал выступать за команду бесплатно, однако Эдди Джордан выбрал «платившего» пилота.

## Личная жизнь
Ирвайн называет себя ирландцем, а не британцем. Во время карьеры в «Формуле-1» иногда ошибочно указывалось, что Ирвайн выступает под ирландским флагом, так как у него есть лицензия пилота, выданная ирландской ассоциацией, но при этом у него было британское гражданство, и согласно правилам[каким?] он должен был считаться британцем. Из-за того, что на церемониях награждения ошибочно поднимался[когда?] ирландский трёхцветный флаг, семье Ирвайна даже поступали угрозы по телефону, Эдди был вынужден попросить организаторов использовать политически нейтральный флаг с трилистником, а в случае его победы исполнять североирландскую мелодию Londonderry Air.
Ирвайн — близкий друг Боно, солиста ирландской рок-группы U2. Также близко дружил с автогонщиком Джеффом Кросноффом (1964—1996).
Болеет за шотландский футбольный клуб «Рейнджерс».
После окончания карьеры стал инвестором в сфере недвижимости.

## Результаты выступлений в «Формуле-1»
| Легенда к таблице |                                                                    |
| --- | ------------------------------------------------------------------ |
| В таблице перечислены результаты всех Гран-при Формулы-1, в которых принимал участие гонщик. Строками таблицы являются сезоны, столбцами — этапы чемпионата мира. В каждой клетке указаны сокращённое название этапа и результат, дополнительно обозначенный цветом. Расшифровка обозначений и цветов представлена в нижеследующей таблице. |                                                                    |
| \| Пример \| Описание \| \| ------------ \| ------------------------------------------------------------------ \| \| 1 \| Победитель \| \| 2 \| Второе место \| \| 3 \| Третье место \| \| 5 \| Финишировал, заработав очки \| \| Сход \| Не финишировал, но при этом заработал очки \| \| 12 \| Финишировал, не получив очков \| \| НКЛ \| Финишировал, но не попал в финальную классификацию \| \| 15 \| Участвовал вне зачёта, либо по отдельной классификации \| \| 18 \| Не финишировал, но попал в финальную классификацию \| \| Сход \| Не финишировал \| \| НКВ \| Не прошёл квалификацию \| \| НПКВ \| Не прошёл предквалификацию \| \| ДСК \| Дисквалифицирован \| \| ИСК \| Исключён из протокола соревнований \| \| ТТ \| Заявлен для участия только в тренировках \| \| НС \| Участвовал в квалификации, но не стартовал в гонке \| \| Т \| Травмирован или болен \| \| ОТК \| Отказ от участия \| \| НТР \| Прибыл на соревнования, но на трассу не выезжал \| \| НПР \| Был заявлен в числе участников, но не прибыл к началу соревнований \| \| О \| Соревнования отменены \| \| \| Не участвовал \| \| Поул-позиция \| \| \| Быстрый круг \| \| |                                                                    |
| Пример | Описание                                                           |
| 1 | Победитель                                                         |
| 2 | Второе место                                                       |
| 3 | Третье место                                                       |
| 5 | Финишировал, заработав очки                                        |
| Сход | Не финишировал, но при этом заработал очки                         |
| 12 | Финишировал, не получив очков                                      |
| НКЛ | Финишировал, но не попал в финальную классификацию                 |
| 15 | Участвовал вне зачёта, либо по отдельной классификации             |
| 18 | Не финишировал, но попал в финальную классификацию                 |
| Сход | Не финишировал                                                     |
| НКВ | Не прошёл квалификацию                                             |
| НПКВ | Не прошёл предквалификацию                                         |
| ДСК | Дисквалифицирован                                                  |
| ИСК | Исключён из протокола соревнований                                 |
| ТТ | Заявлен для участия только в тренировках                           |
| НС | Участвовал в квалификации, но не стартовал в гонке                 |
| Т | Травмирован или болен                                              |
| ОТК | Отказ от участия                                                   |
| НТР | Прибыл на соревнования, но на трассу не выезжал                    |
| НПР | Был заявлен в числе участников, но не прибыл к началу соревнований |
| О | Соревнования отменены                                              |
| | Не участвовал                                                      |
| Поул-позиция |                                                                    |
| Быстрый круг |                                                                    |

| Сезон | Команда             | Шасси         | Двигатель | Ш | 1        | 2        | 3        | 4        | 5        | 6        | 7        | 8        | 9        | 10       | 11       | 12       | 13       | 14       | 15       | 16       | 17       | Место | Очки |
| ----- | ------------------- | ------------- | --------- | - | -------- | -------- | -------- | -------- | -------- | -------- | -------- | -------- | -------- | -------- | -------- | -------- | -------- | -------- | -------- | -------- | -------- | ----- | ---- |
| 1993  | Сасоль-Джордан      | Джордан 193   | Харт      | G | ЮАР      | БРА      | ЕВР      | САН      | ИСП      | МОН      | КАН      | ФРА      | ВЕЛ      | ГЕР      | ВЕН      | БЕЛ      | ИТА      | ПОР      | ЯПО 6    | АВС Сход |          | 20    | 1    |
| 1994  | Сасоль-Джордан      | Джордан 194   | Харт      | G | БРА Сход | ТИХ      | САН      | МОН      | ИСП 6    | КАН Сход | ФРА Сход | ВЕЛ Сход | ГЕР Сход | ВЕН Сход | БЕЛ 13   | ИТА Сход | ПОР 7    | ЕВР 4    | ЯПО 5    | АВС Сход |          | 16    | 6    |
| 1995  | Тоталь-Джордан-Пежо | Джордан 195   | Peugeot   | G | БРА Сход | АРГ Сход | САН 8    | ИСП 5    | МОН Сход | КАН 3    | ФРА 9    | ВЕЛ Сход | ГЕР 9    | ВЕН Сход | БЕЛ Сход | ИТА Сход | ПОР 10   | ЕВР 6    | ТИХ 11   | ЯПО 4    | АВС Сход | 12    | 10   |
| 1996  | Феррари             | Феррари Ф310  | Феррари   | G | АВС 3    | БРА 7    | АРГ 5    | ЕВР Сход | САН 4    | МОН 7    | ИСП Сход | КАН Сход | ФРА Сход | ВЕЛ Сход | ГЕР Сход | ВЕН Сход | БЕЛ Сход | ИТА Сход | ПОР 5    | ЯПО Сход |          | 10    | 11   |
| 1997  | Феррари-Мальборо    | Феррари Ф310Б | Феррари   | G | АВС Сход | БРА 16   | АРГ 2    | САН 3    | МОН 3    | ИСП 12   | КАН Сход | ФРА 3    | ВЕЛ Сход | ГЕР Сход | ВЕН 9    | БЕЛ 10   | ИТА 14   | АВТ Сход | ЛЮК Сход | ЯПО 3    | ЕВР 5    | 7     | 24   |
| 1998  | Феррари-Мальборо    | Феррари Ф300  | Феррари   | G | АВС 4    | БРА 8    | АРГ 3    | САН 3    | ИСП Сход | МОН 3    | КАН 3    | ФРА 2    | ВЕЛ 3    | АВТ 4    | ГЕР 8    | ВЕН Сход | БЕЛ Сход | ИТА 2    | ЛЮК 4    | ЯПО 2    |          | 4     | 47   |
| 1999  | Феррари-Мальборо    | Феррари Ф399  | Феррари   | B | АВС 1    | БРА 5    | САН Сход | МОН 2    | ИСП 4    | КАН 3    | ФРА 6    | ВЕЛ 2    | АВТ 1    | ГЕР 1    | ВЕН 3    | БЕЛ 4    | ИТА 6    | ЕВР 7    | МАЛ 1    | ЯПО 3    |          | 2     | 74   |
| 2000  | Ягуар Рэйсинг       | Ягуар Р1      | Косуорт   | B | АВС Сход | БРА Сход | САН 7    | ВЕЛ 13   | ИСП 11   | ЕВР Сход | МОН 4    | КАН 13   | ФРА 13   | АВТ Т    | ГЕР 8    | ВЕН 8    | БЕЛ 10   | ИТА Сход | США 7    | ЯПО 8    | МАЛ 6    | 13    | 4    |
| 2001  | Ягуар Рэйсинг       | Ягуар Р2      | Косуорт   | M | АВС 11   | МАЛ Сход | БРА Сход | САН Сход | ИСП Сход | АВТ 7    | МОН 3    | КАН Сход | ЕВР 7    | ФРА Сход | ВЕЛ 9    | ГЕР Сход | ВЕН Сход | БЕЛ Сход | ИТА Сход | США 5    | ЯПО Сход | 12    | 6    |
| 2002  | Ягуар Рэйсинг       | Ягуар Р3      | Косуорт   | M | АВС 4    | МАЛ Сход | БРА 7    | САН Сход | ИСП Сход | АВТ Сход | МОН 9    | КАН Сход | ЕВР Сход | ВЕЛ Сход | ФРА Сход | ГЕР Сход | ВЕН Сход | БЕЛ 6    | ИТА 3    | США 10   | ЯПО 9    | 9     | 8    |